# Raja cortezensis
Raja cortezensis es una especie de pez de la familia de los Rajidae en el orden de los Rajiformes.

## Morfología
Los machos pueden llegar a alcanzar los 35,8 cm de longitud total.

## Reproducción
Es ovíparo y las hembras ponen huevos envueltos en una cápsula córnea.

## Hábitat
Es un pez de mar y de Clima subtropical (28 ° N-25 º N) y demersal que vive hasta los 80 m de profundidad. 

## Distribución geográfica
Se encuentra en el Océano Pacífico oriental: es un endemismo del Golfo de California. 